# Kriminalitätstheorien
Kriminalitätstheorien sind Systeme von Aussagen zur Erklärung der Ursachen, des Verlaufs und der strukturellen Eigenarten des Phänomens Kriminalität. Grundsätzlich wird in der Kriminologie zwischen Mikrotheorien, deren Ansatz die individuellen Merkmale kriminellen Verhaltens herausstellt, und Makrotheorien, die auf den gesellschaftlichen Kontext abstellen. Sodann sind ätiologische Ansätze, die das kriminelle Verhalten (ob individuell oder gesellschaftlich bedingt) ursächlich zu erklären versuchen, von Etikettierungsansätzen zu unterscheiden, die Kriminalität als Konstrukt eines formellen Kontrollsystems (insbesondere Strafrecht und der staatlichen Instanzen zur Verfolgung von Kriminalität) ansehen.
Grundsätzlich wird auch eine Klassifikation von Kriminalitätstheorien vom wissenschaftlichen Ansatz her vertreten, so dass unter anderem von soziologischen, sozialpsychologischen, psychologischen oder biologischen Kriminalitätstheorien die Rede ist. Während die biologischen Kriminalitätstheorien weitgehend in den Hintergrund getreten sind, dominieren heute vor allem sozialpsychologische und soziologische Ansätze. Allgemeine Kriminalitätstheorien hingegen vertreten den Anspruch, das Phänomen Kriminalität insgesamt zu erklären.
Die Fülle vorliegender Kriminalitätstheorien aus den verschiedensten wissenschaftlichen Disziplinen haben nahezu keinen Aspekt menschlicher Existenz ausgespart, der nicht in irgendeine Theorie zur Erklärung delinquenten Verhaltens eingeflossen wäre. Die vorgelegten Theorien begleiten den Straftäter retrospektiv von seiner Geburt über nahezu alle Stadien seiner Entwicklung im Kontext spezieller oder allgemein gesellschaftlicher Einflüsse bis hin zur Tat. Diese Vielfalt verdankt ihre Existenz nicht nur, aber auch der Tatsache, dass es der Kriminologie – ebenso wie der Soziologie oder der Psychologie – bis heute nicht gelungen ist, sich auf eine Gesellschafts- und/oder Persönlichkeitstheorie zu einigen, die ihr Grundlage systematischer Forschung und Theorienbildung sein könnte. Im Jahr 1981 konstatierte Ignatz Kerscher daher, dass es bisher nicht gelungen sei, die vielen Ansätze zu integrieren.
Laut Christian Wickert fällt bei der Betrachtung des Geltungsbereichs von Kriminalitätstheorien auf, dass die meisten Erklärungen der Jugend- bzw. Straßenkriminalität zugeordnet werden können. Die Erklärung von Kriegen und Kriegsverbrechen, Staatskriminalität, Kriminalität der Mächtigen, Wirtschaftskriminalität oder auch Umweltkriminalität sei dagegen eine große Leerstelle in der Kriminologie. Erst in den letzten Jahren sei eine verstärkte Beschäftigung mit Themen wie einer Green Criminology oder einer Criminology of Genocide zu beobachten. Allerdings ist zu bedenken, dass Edwin H. Sutherland bereits in den Dreißiger Jahren des 20. Jahrhunderts Aspekte der Wirtschaftskriminalität in seinen Ansatz zu integrieren versucht hatte. Das Konzept einer Kriminalität der Mächtigen wurde von Henner Hess ebenfalls bereits in den Siebziger Jahren des 20. Jahrhunderts diskutiert.

## Siehe im Einzelnen
- Kriminologie
- Kriminalsoziologie
- Kriminalbiologie
- Kriminalpsychologie
- Kritische Kriminologie